# آرثر ألبرت
آرثر ألبرت (بالإنجليزية: Arthur Albert) هو مصور سينمائي أمريكي، ولد في 9 يوليو 1946 في كاراكاس في فنزويلا.

## وصلات خارجية
- آرثر ألبرت على موقع IMDb (الإنجليزية)
- آرثر ألبرت على موقع ألو سيني (الفرنسية)
- آرثر ألبرت على موقع أول موفي (الإنجليزية)
- آرثر ألبرت على موقع قاعدة بيانات الأفلام السويدية (السويدية)
- آرثر ألبرت على موقع قاعدة بيانات الفيلم (الإنجليزية)
- آرثر ألبرت على موقع كينوبويسك (الروسية)